# Hermann Bauer (Ruderer)
Hermann Bauer (* 23. Mai 1966 in Linz) ist ein ehemaliger österreichischer Ruderer.

## Sportkarriere
1985 belegte Bauer zusammen mit Karl Sinzinger im Zweier ohne Steuermann den dritten Platz bei den inoffiziellen U23-Weltmeisterschaften. Die beiden starteten 1985 auch bei den Weltmeisterschaften in der Erwachsenenklasse und wurden Elfte. 1986 konnten sie erneut Bronze bei den U23-Weltmeisterschaften gewinnen, in der Erwachsenenklasse belegten sie 1986 in Nottingham den siebten Platz. 1987 siegten Bauer und Sinzinger bei den U23-Weltmeisterschaften und wurden Sechste bei den Weltmeisterschaften 1987. Bei ihrer ersten Olympiateilnahme 1988 in Seoul wurden sie Zwölfte.
Bei den Weltmeisterschaften 1989 in Bled erkämpften sie den 3. Platz. Nach einem zehnten Platz bei den Weltmeisterschaften 1990 gewannen Bauer und Sinzinger bei den Ruder-Weltmeisterschaften 1991 in Wien erneut Bronze. Bei den Olympischen Spielen 1992 in Barcelona belegten Bauer und Sinzinger den zwölften Platz. Bei den Olympischen Spielen 1996 in Atlanta belegte er im Zweier ohne Steuermann mit Andreas Nader den 11. Platz.
Er ist der Sportler mit den meisten Olympiaeinsätzen (1988, 1992, 1996) im RV Wiking Linz, dem er auch nach Beendung seiner eigenen Karriere als Trainer und Funktionär diente.